# Jeanne Perrochet
Jeanne Perrochet, née le 1er février 1878 et morte le 9 octobre 1956 à La Chaux-de-Fonds, est une sculptrice suisse.

## Biographie

### Jeunesse
Née dans un milieu bourgeois, Jeanne Junod est la deuxième de cinq enfants. Elle perd sa mère alors qu'elle est encore jeune et c'est son père, banquier, qui subvient aux besoins de la famille. Elle épouse le Dr. Jules-Charles Perrochet (1860 –1949) en 1898. 

### Formation
Jeanne Perrochet commence par suivre quelques cours chez Emma Guinand qui enseignait la peinture aux jeunes demoiselles. À 27 ans, elle est admise à étudier au cours supérieur de Charles L'Eplattenier à l’École d’art de La Chaux-de-Fonds. Elle s'intéresse à la sculpture et apprend à modeler la terre et à sculpter la pierre. Elle fait partie des aînés, et étudie aux côtés de Marguerite Junod, Marie-Louise Goering, Charles Humbert, Léon Perrin, Charles-Edouard Janneret, Ernst et Paul Roethlisberger et Octave Matthey. Dans son cours, Charles L'Eplattenier développe un programme par lequel il importe les fondements théoriques de l'Art nouveau et les adapte au climat local pour créer le Style sapin. Le professeur cherche à créer avec ses élèves un style ornemental nouveau inspiré de la faune et de la flore jurassiennes qui deviennent les motifs privilégiés du décor.

### Carrière artistique
Avec la "classe supérieure" de L'Eplattenier, Jeanne Perrochet contribue au projet de décoration du Crématoire de La Chaux-de-Fonds pour lequel elle réalise des bas-reliefs sur les montants de l'escalier sud, l'imposant monument au mort du cimetière, ainsi qu'en 1927, les lampadaires de la salle des cérémonies. Elle réalise par ailleurs plusieurs commandes de pierres tombales au cimetière de la Chaux-de-Fonds.  
Membre actif de l'Œuvre, équivalent romand du Werkbund alémanique dont le but est d'associer l'art à l'industrie, elle participe à de nombreuses expositions en Suisse. Elle réalise des statuettes en grès et céramiques et collabore avec le céramiste genevois Paul Bonifas. 

## Œuvre

### Œuvres dans l'espace public
Elle est l'une des rares femmes artistes  de son temps à travailler dans l'espace public dans le canton de Neuchâtel. Elle est notamment l'auteure de plusieurs sculptures à La Chaux-de-Fonds : 
- Hommage aux morts, pierre de Léonville, 1923, au cimetière ;
- Léda et le cygne, béton simili-pierre, 1928, dans le Parc des musées ;
- Grand nu, pierre de Hauterive, au sud du Parc Gallet ;
- Monument Farel, pierre, 1933, devant le parvis du Temple Farel.

### Œuvres dans les institutions
Si Jeanne Perrochet est avant tout connue pour son travail de sculpture, elle a également réalisé des céramiques, des peintures, et des linogravures. Ses œuvres se trouvent dans les collections du Musée des beaux-arts de La Chaux-de-Fonds, au Musée de l'Ariana à Genève et au Musée des beaux-arts du Locle.
Une exposition monographique lui est dédiée en 1957, une année après sa mort, au Musée des beaux-arts de La Chaux-de-Fonds.   

## Galerie

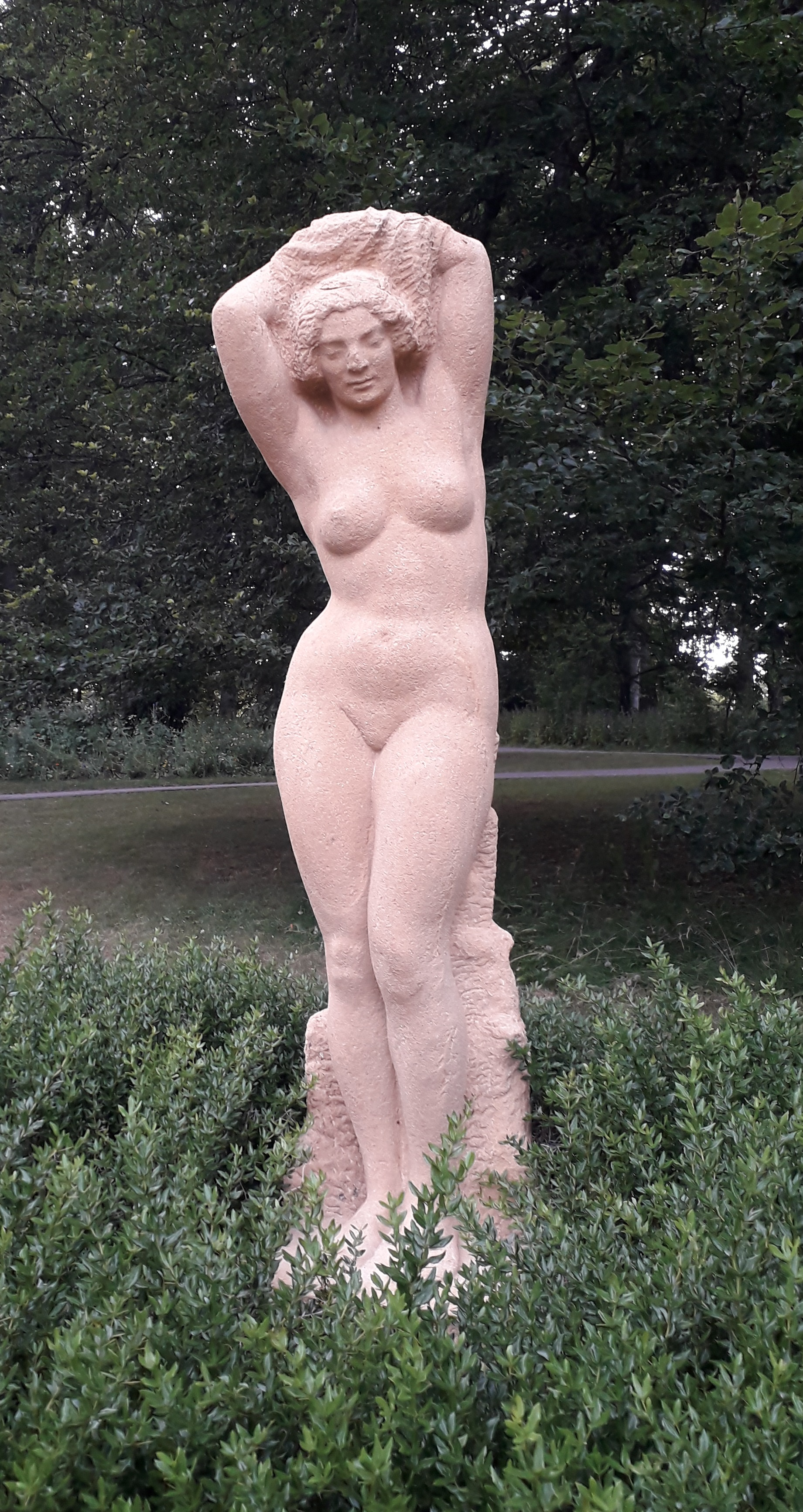
Jeanne Perrochet, Grand nu, Parc Gallet, La Chaux-de-Fonds
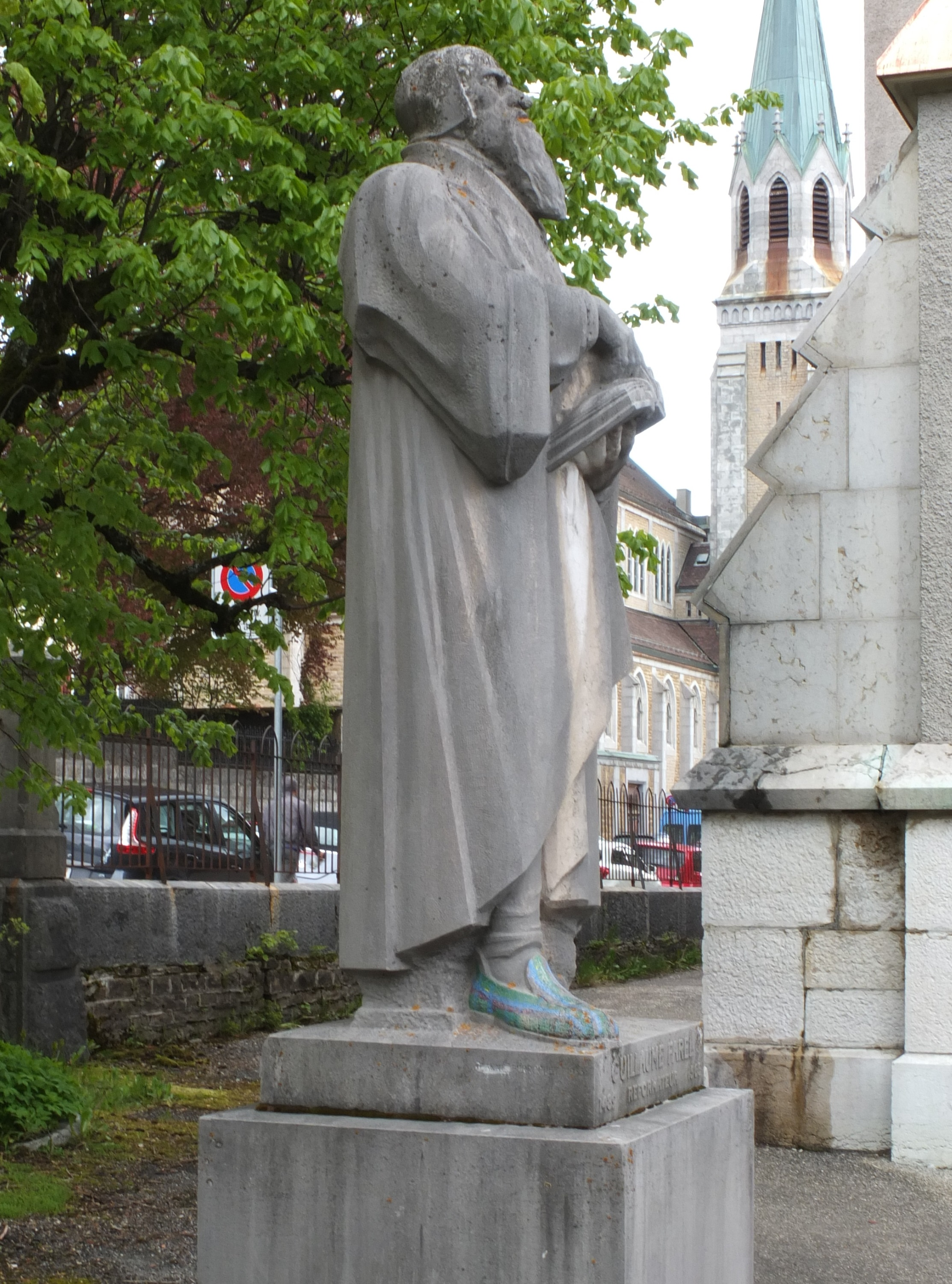
Jeanne Perrochet, Monument Guillaume Farel, La Chaux-de-Fonds
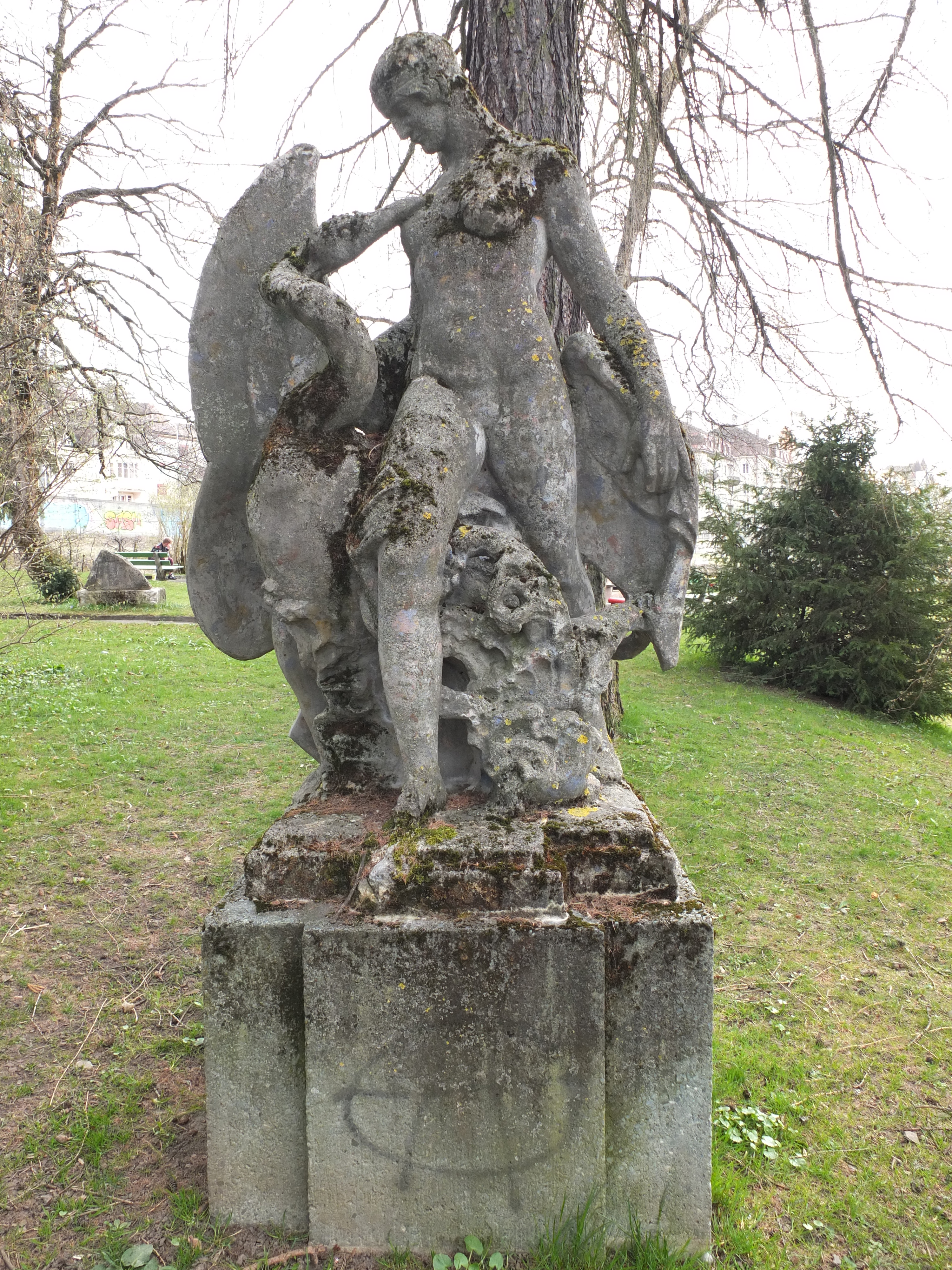
Jeanne Perrochet, Léda et le cygne, La Chaux-de-Fonds